# Rozwaliny
Rozwaliny – wzniesienie o wysokości 239,1 m n.p.m. na Pojezierzu Bytowskim, położone w województwie pomorskim, w powiecie bytowskim, w gminie Miastko. Rozwaliny znajdują się na pograniczu Doliny Gwdy (północny jej kraniec) i Równiny Charzykowskiej (zachodni kraniec). Dalej na północy rozciąga się Pojezierze Bytowskie.
Przy południowym i zachodnim podnóżu wzniesienia przebiega granica gmin: Miastko i Biały Bór – tym samym granica między woj. pomorskim i zachodniopomorskim. Często z tego powodu błędnie uznaje się Rozwaliny za najwyższy punkt województwa zachodniopomorskiego – w rzeczywistości najwyższym punktem jest Góra Krajoznawców (247,5 m n.p.m., choć skanowanie lidarowe podaje 244,7 m n.p.m.), a nie wzniesienie potocznie znane jako Pomorska Góra Piasku.
Po wschodniej stronie Rozwalin płynie struga Chechło.
Do 1945 r. poprzednią niemiecką nazwą wzniesienia było Burgwall. W 1950 r. ustalono urzędowo polską nazwę Rozwaliny.